# Dan Robinson
Daniel Stephen Rowley (Dan) Robinson (Cheltenham, 13 januari 1975) is een Britse langeafstandsloper. Hij nam tweemaal deel aan de Olympische Spelen, maar viel bij die gelegenheden niet in de prijzen.

## Loopbaan
Robinson begon met lopen om wat gewicht te verliezen. In 2000 realiseerde hij bij zijn marathondebuut in Londen een tijd van 2:37.56. Vier jaar later liep hij met 2:13.53 zijn persoonlijke record in Londen en kwalificeerde hij zich met deze tijd voor de Olympische Spelen van Athene. Daar behaalde hij een 23e plaats in 2:17.53.
Een jaar later nam hij deel aan de marathon tijdens de wereldkampioenschappen in Helsinki. Hij werd er twaalfde met een tijd van 2:14.26.
In 2006 kwam Dan Robinson tot zijn beste resultaat: op de Gemenebestspelen in Melbourne veroverde hij op de marathon een bronzen medaille in 2:14.50. Op de Europese kampioenschappen in Göteborg, waaraan hij datzelfde jaar ook deelnam, kwam hij in deze discipline echter niet verder dan een zestiende plaats in 2:16.06.
Het volgende jaar behaalde hij in de Marathon van Londen een negende plaats met een tijd van 2:14.14. Op de WK in Osaka kon hij die tijd echter niet benaderen en eindigde hij in 2:20.30 als elfde.
In het voorjaar van 2008 kwam Robinson opnieuw in Londen tot zijn beste resultaat ooit. Hij realiseerde er een tijd van 2:13.10, waarmee hij als dertiende finishte. Het gaf hem, evenals in 2004, het recht op deelname aan de Olympische Spelen. In het warme Peking kon hij zijn Londense ritme echter niet terugvinden en eindigde hij als 24e in 2:16.14.
Op 18 oktober 2009 verbeterde hij bij de marathon van Amsterdam zijn persoonlijk record tot 2:12.14. Hij finishte hiermee op een elfde plaats.

## Persoonlijke records
Baan
| Onderdeel | Prestatie | Datum       | Plaats  |
| --------- | --------- | ----------- | ------- |
| 10.000 m  | 29.31,98  | 9 juni 2001 | Watford |

Weg
| Onderdeel      | Prestatie | Datum           | Plaats     |
| -------------- | --------- | --------------- | ---------- |
| 10 km          | 29.12     | 20 mei 2007     | Manchester |
| halve marathon | 1:03.42   | 25 maart 2007   | Reading    |
| marathon       | 2:12.14   | 18 oktober 2009 | Amsterdam  |

## Palmares

### 5 km
- 2004:  Gloucester - 14.20

### 10 km
- 2001:  Berlin City Nacht Lauf in Berlijn - 29.58
- 2002:  Golden Jubilee in Londen - 29.46
- 2003: 4e Feel Fine British in Londen - 29.40
- 2005:  Help the Aged Leeds Abbey Dash - 29.49
- 2007:  Leeds Abbey Dash - 29.34
- 2008:  Eastleigh - 30.17

### 10 Eng. mijl
- 2002: 5e Great South Run - 48.55
- 2012:  Notts - 56.22

### halve marathon
- 2001: 5e Great Scottish Run - 1:04.27
- 2001: 57e WK - 1:04.23
- 2004: 4e halve marathon van Reading - 1:04.43
- 2004: 14e halve marathon van Ribadavia - 1:05.16
- 2004: 4e halve marathon van Stroud - 1:05.38
- 2007:  halve marathon van Reading - 1:03.42
- 2010: 4e halve marathon van Bath - 1:04.44

### marathon
- 2000: 41e marathon van Londen - 2:24.11
- 2001: 9e marathon van Frankfurt - 2:16.51
- 2002: 15e marathon van Londen - 2:17.51
- 2003: 26e marathon van Berlijn - 2:18.00
- 2004: 16e marathon van Londen - 2:13.53
- 2004: 23e OS - 2:17.53
- 2005: 12e WK - 2:14.26
- 2006:  Gemenebestspelen - 2:14.50
- 2006: 16e EK - 2:16.06
- 2007: 9e marathon van Londen - 2:14.14
- 2007: 11e WK - 2:20.30
- 2008: 13e marathon van Londen - 2:13.10
- 2008: 24e OS - 2:16.14
- 2008: 16e marathon van Fukuoka - 2:19.10
- 2009: 11e marathon van Amsterdam - 2:12.14
- 2010: 19e EK - 2:24.06
- 2011: 4e marathon van Brighton - 2:19.11